# Le Samyn 2023
Le Samyn 2023 fou la 55a edició de la cursa ciclista Le Samyn. Es va disputar EL 28 de febrer de 2023 sobre un recorregut de 209 km. La cursa formava par del calendari UCI Europa Tour 2023 amb una categoria 1.1.
El vencedor final fou el belga Milan Menten (Lotto Dstny), que s'imposà a l'esprint en l'arribada a Dour a Hugo Hofstetter (Arkéa-Samsic) i Edward Theuns (Trek-Segafredo), segon i tercer respectivament.

## Equips
Vint equips prenen part en la cursa: set WorldTeams, set UCI ProTeams i sis equips continentals:
| WorldTeams (7)- Soudal Quick-Step - Alpecin-Deceuninck - Intermarché-Circus-Wanty - AG2R Citroën Team - Arkéa-Samsic - Team DSM - Trek-Segafredo ProTeams (7)- Bingoal WB - Team Flanders-Baloise - Lotto Dstny - Human Powered Health - Israel-Premier Tech - Q36.5 Pro Cycling Team - Uno-X Pro Cycling Team Equips continentals (6)- Matériel-vélo.com - Tarteletto-Isorex - Go Sport-Roubaix Lille Métropole - Leopard TOGT Pro Cycling - AT85 Pro Cycling - XSpeed United Continental |
| |

## Classificació final
| \| Classificació general \| Classificació general \| Classificació general \| Classificació general \| Classificació general \| \| Corredor \| Corredor \| Equip \| Temps \| \| \| --------------------- \| --------------------- \| ------------------------ \| --------------------- \| --------------------- \| \| 1r \| Milan Menten \| Lotto Dstny \| 4h 49' 28" \| \| \| 2n \| Hugo Hofstetter \| Arkéa-Samsic \| + 0" \| \| \| 3r \| Edward Theuns \| Trek-Segafredo \| + 0" \| \| \| 4t \| Alberto Dainese \| Team DSM \| + 0" \| \| \| 5è \| Luca Mozzato \| Arkéa-Samsic \| + 0" \| \| \| 6è \| Søren Kragh Andersen \| Alpecin-Deceuninck \| + 0" \| \| \| 7è \| Pierre Gautherat \| AG2R Citroën Team \| + 0" \| \| \| 8è \| Mike Teunissen \| Intermarché-Circus-Wanty \| + 0" \| \| \| 9è \| Vito Braet \| Team Flanders-Baloise \| + 0" \| \| \| 10è \| Andreas Stokbro \| Leopard TOGT Pro Cycling \| + 0" \| \| |                      |                          |            |
| |                      |                          |            |
| Font: ProCyclingStats |                      |                          |            |
| Classificació general |                      |                          |            |
| Corredor | Corredor             | Equip                    | Temps      |
| 1r | Milan Menten         | Lotto Dstny              | 4h 49' 28" |
| 2n | Hugo Hofstetter      | Arkéa-Samsic             | + 0"       |
| 3r | Edward Theuns        | Trek-Segafredo           | + 0"       |
| 4t | Alberto Dainese      | Team DSM                 | + 0"       |
| 5è | Luca Mozzato         | Arkéa-Samsic             | + 0"       |
| 6è | Søren Kragh Andersen | Alpecin-Deceuninck       | + 0"       |
| 7è | Pierre Gautherat     | AG2R Citroën Team        | + 0"       |
| 8è | Mike Teunissen       | Intermarché-Circus-Wanty | + 0"       |
| 9è | Vito Braet           | Team Flanders-Baloise    | + 0"       |
| 10è | Andreas Stokbro      | Leopard TOGT Pro Cycling | + 0"       |